# 杵三
杵三（β Ara/天坛座β）是天坛座的最亮星，视星等2.84。视差测量显示它距离地球大约650光年。
这个恒星的光谱分类是K3Ib-IIa，亮度分类Ib-IIa代表这个恒星是在较亮的亮巨星和较暗的超巨星之间。这2种恒星演化的阶段是当大质量恒星耗尽核心的氢产生的。杵三表面温度4,200K使它成为一个发出橙色光的K型星。这个膨胀的恒星自转缓慢，大约5km/s。氢，氦以外元素的丰度，也就是天文学家所说的恒星金属量，比太阳还要高出三倍。